# Province de Rioja
Pour les articles homonymes, voir Rioja.
La province de Rioja (en espagnol : Provincia de Rioja) est l'une des dix  provinces de la région de San Martín, au Pérou. Son chef-lieu est la ville de Rioja.

## Géographie
La province couvre une superficie de 2 535,04 km2. Située au nord-ouest de la région, elle est limitée au nord et à l'est par la province de Moyobamba, au sud et à l'ouest par la région d'Amazonas.

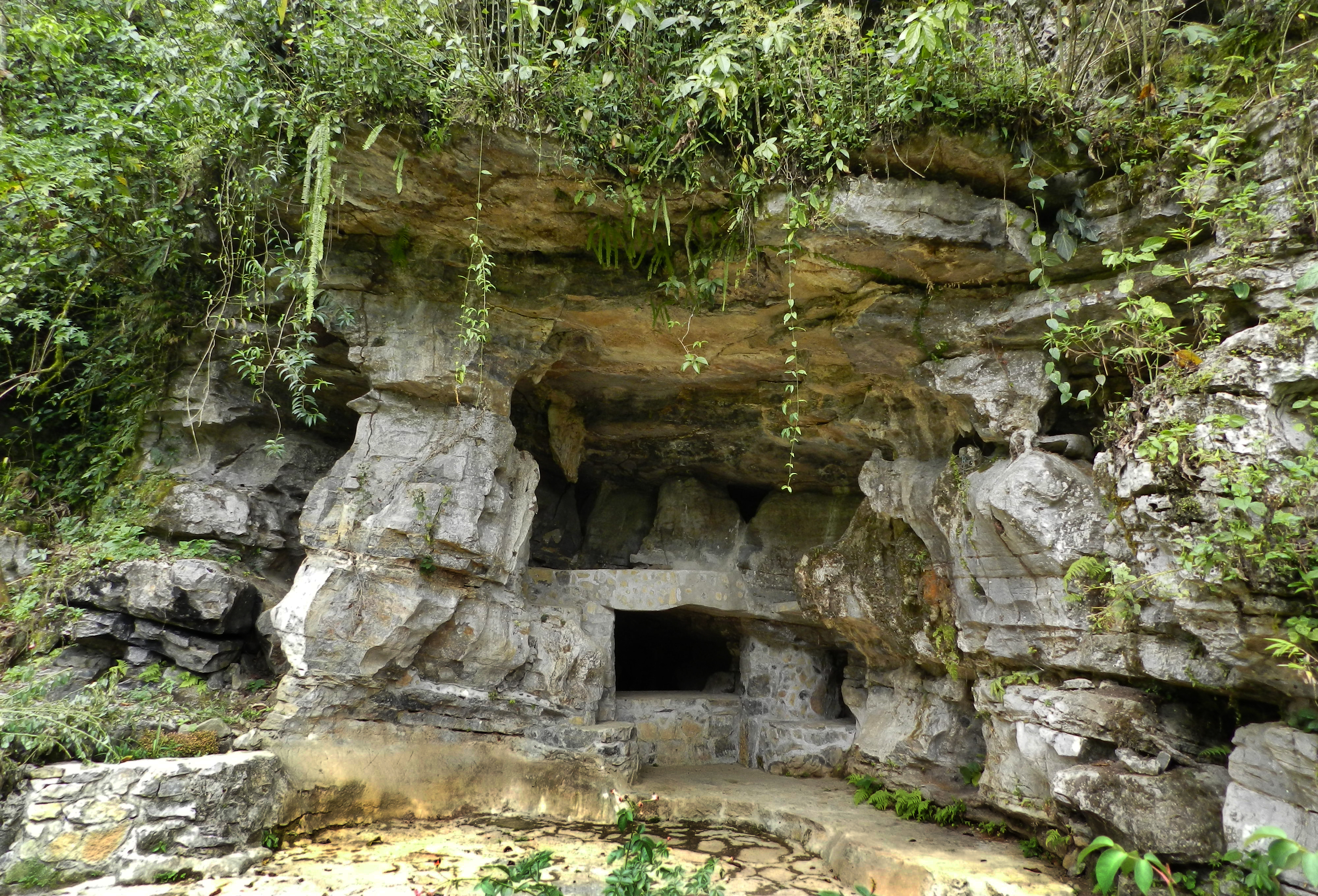
Réplique de la grotte de Lourdes en cours d'aménagement près de la grotte touristique de Palestina, Nueva Cajamarca, Rioja, San Martin, Pérou.

## Population
La population de la province s'élevait à 104 882 habitants en 2007 (INEI).

## Subdivisions
La province de Rioja est divisée en neuf districts :
- Awajún
- Elías Soplín Vargas
- Nueva Cajamarca
- Pardo Miguel
- Posic
- Rioja
- San Fernando
- Yorongos
- Yuracyacu